# Santa Teresinha (bairro de São Paulo)
Santa Teresinha é um bairro nobre situado na Zona Norte da cidade de São Paulo, Brasil. Pertence ao distrito de Santana, administrado pela Prefeitura Regional Santana/Tucuruvi.

## História
O bairro recebeu este nome por causa de Teresa de Lisieux (Alençon, 2 de janeiro de 1873 — Lisieux, 30 de Setembro de 1897) que foi uma religiosa carmelita francesa. É conhecida como Santa Teresa do Menino Jesus e da Santa Face ou, popularmente, Santa Teresinha.
O pequeno bairro da zona norte é prova do crescimento do distrito de Santana. Até o início do século XX, a região era um aglomerado de fazendas e sítios, devido a inundações periódicas da várzea do Tietê, que tornavam o solo fértil. Santa Teresinha fazia parte de uma imensa fazenda pertencente a Pedro Doll, que hoje dá nome a uma importante rua no bairro de Santana e a Francisco Frances. Assim, a região acabou ficando com ares interioranos, mesmo estando localizada na Capital.
Por volta dos anos 1920 surgiram alguns loteamentos que foram produzindo um lento crescimento. Um desses lotes era dos Salesianos que adquiriram uma chácara onde construíram estruturas para os alunos do Liceu passearem e brincarem, num ambiente de ar puro, pois muitos deles convalesciam da "grande gripe," ou "gripe espanhola," que assolou o mundo depois da Primeira Guerra Mundial e matou milhares de pessoas em São Paulo. Até então, a região era conhecida como "Chora Menino," por haver no bairro um cemitério onde varias crianças foram enterradas no século XIX por terem contraido varíola e onde familiares "choravam por seus meninos." 
Para fugir ao estigma de o bairro ter o nome ligado a doenças, em 1933, Padre Orlando Chaves teve a ideia de mudar o nome de uma parte do bairro de "Chora Menino" para Santa Teresinha e abaixo-assinados foram circulados entre o povo. Padres Quintiliano e Bruno conversaram com responsáveis pela garagem de ônibus "de linha" e obtiveram autorização para afixar nos vidros dos ônibus pequenos cartazes onde se lia: "BAIRRO SANTA TERESINHA". Na mesma década, construi-se a Paróquia Santa Teresinha e o Colégio Salesiano Santa Teresinha.
O Tramway da Cantareira desempenhou um papel fundamental na formação do bairro. Essa ferrovia urbana, que operava entre o bairro do Pari e a Serra da Cantareira, foi essencial para o desenvolvimento da Zona Norte de São Paulo, conectando áreas até então periféricas ao centro da cidade e facilitando o transporte de pessoas e materiais. Em 1934, a estação do tramway localizada no bairro teve seu nome alterado de "Chora Menino" para "Santa Terezinha", com "z", de acordo com a ortografia antiga. Esse fato marcou a transição e consolidação do novo nome do bairro, que se desenvolveu ao redor dessa infraestrutura ferroviária.
Com o passar dos anos, o bairro cresceu, surgindo mais casas, pequenas indústrias, edifícios e uma gama de estabelecimentos comerciais. Hoje é ainda um bairro tranquilo, familiar, pouco distante do metrô, mas de livre acesso à Santana, ao centro e Marginal Tietê. Muitos portugueses fizeram do bairro sua residência, tanto que a rua Nova dos Portugueses surgiu como homenagem a esses imigrantes que ajudaram a construir o pequeno mas produtivo bairro.

## Atualidade
O bairro é relativamente pequeno,  começa aproximadamente no trecho médio da Rua Conselheiro Moreira de Barros, perto da Alameda Afonso Schmidt  e termina  na Avenida Engenheiro Caetano Álvares. Suas principais vias são: a Alameda Afonso Schmidt e as ruas: Santo Egídio, Copacabana, Augusto Tolle, Conselheiro Moreira de Barros, Domingos da Costa Mata, Dom Henrique Mourão e Luis Antônio dos Santos.
Mediante a carência de terrenos para a construção de edifícios de alto padrão em regiões pioneiras neste segmento, como o Alto de Santana, houve uma migração desse tipo de moradia ao bairro, mudando sua característica original estritamente horizontalizada. Há também uma mudança de perfil socioeconômico na região que está se enobrecendo ás custas de investimentos privados, seja pela modernização de sobrados ou pela construção de edifícios de luxo. Na pesquisa Onde estão os imóveis novos mais caros de SP? de 2011 feita pela revista Exame a Rua Santo Egídio apresentava o segundo metro quadrado mais caro da Zona Norte,  5.175 reais.